# Оленичі
Оле́ничі — село в Україні, в Коростенському районі Житомирської області. Входить до складу Овруцької міської громади. Населення становить 322 осіб.

## Географія
Селом протіка річка річка Звінка, права притока Ясенця.

## Історія
У 1906 році село Покалівської волості Овруцького повіту Волинської губернії. Відстань від повітового міста 26 верст, від волості 6. Дворів 48, мешканців 290.
До 2017 року орган місцевого самоврядування — Хлуплянська сільська рада.